# Rik Van Slycke
Rik Van Slycke (Gent, 3 februari 1963) is een voormalig Belgisch wielrenner. Van Slycke was beroepsrenner van 1986 tot 1999. Sindsdien is hij ploegleider bij de Belgische wielerploeg Deceuninck–Quick-Step.

## Belangrijkste overwinningen
1989
- Nokere Koerse

1992
- Kampioenschap van Vlaanderen

## Resultaten in voornaamste wedstrijden
| Jaar | Ronde van Italië | Ronde van Frankrijk | Ronde van Spanje |
| ---- | ---------------- | ------------------- | ---------------- |
| 1987 |                  |                     |                  |
| 1988 |                  | 137e                | buiten tijd      |
| 1989 |                  | 98e                 |                  |
| 1990 |                  |                     |                  |
| 1991 |                  | 142e                |                  |
| 1992 |                  | 124e                |                  |
| 1993 |                  | opgave              |                  |
| 1994 |                  |                     |                  |
| 1997 |                  |                     |                  |

| Jaar | Milaan-San Remo | Gent-Wevelgem | Ronde van Vlaanderen | Parijs-Roubaix | Amstel Gold Race | E3 Harelbeke | Parijs-Tours |
| ---- | --------------- | ------------- | -------------------- | -------------- | ---------------- | ------------ | ------------ |
| 1987 |                 | 83e           |                      |                |                  |              |              |
| 1988 |                 | 59e           |                      |                |                  |              |              |
| 1989 |                 | 36e           | 57e                  | 39e            | 84e              |              | 21e          |
| 1990 |                 | 42e           | 112e                 | 38e            |                  | 9e           | 110e         |
| 1991 | 114e            | 104e          | 43e                  | 59e            | 104e             |              | 85e          |
| 1992 | 125e            | 109e          | 45e                  | 51e            |                  |              | 39e          |
| 1993 | 152e            | 30e           | 63e                  | 33e            |                  |              |              |
| 1994 |                 | 56e           | 39e                  |                |                  |              |              |
| 1997 |                 | 31e           |                      |                |                  |              |              |

Wielerploegen van Rik Van Slycke
Boulanger · 
Ceci · 
Clark (tot 28/02) · 
Dalgal · 
De Wilde · 
Haghedooren ·
Heynderickx ·
Ilegems · 
Kools ·   
Kuiper ·
Lilholt ·
Mertens ·
Messelis · 
Meuwissen ·
Nevens ·
Peeters · 
Pirard · 
Schurgers (tot 15/02) · 
Tourné · 
Van Ende · 
Van Oyen ·
Van Slycke · 
Vanhaerens ·
Verleyen ·
Wijnant · 
Wijnants
Ceci · 
Chevallier ·
De Wilde · 
D'Hont · 
Diehl · 
Frison · 
Gaigne · 
Haghedooren ·
Harmeling ·   
Heynderickx ·
Holm ·
Ilegems · 
Leblanc ·
Lilholt ·
Mertens ·
Messelis (tot 15/07) · 
Meuwissen (tot 30/04) ·
Nevens ·
Patry · 
Peeters · 
Pirard · 
Roosen · 
M. Seynaeve · 
S. Seynaeve · 
Thevenin ·
Van Slycke · 
Virvaleix ·
Wijnant
Biondi · 
Chevallier ·
Clark · 
Colyn · 
De Wael ·
De Wilde · 
Diehl · 
Frison · 
Haghedooren ·
Harmeling ·   
Holm ·
Lilholt ·
Moreau ·
Nevens ·
Patry · 
Peeters · 
Pillon · 
Roche · 
Roosen · 
Thevenin ·
Van Slycke · 
Verstrepen ·
Virvaleix
Baguet · Bock · Bruyneel · Criquielion · De Clercq · Demol · Deneut · Haex · Leysen · Moreels · Museeuw · Naessens · Nevens · Redant · Roes · Van Den Abeele · Van Eynde · Van Slycke · Verschueren · Wauters · Herinne (stagiair)
Baguet · De Clercq · Demol · Deneut · Gayant · Haex · Hennebert · Herinne · Leysen · Moreels · Museeuw · Naessens · Nevens · Onclin · Redant · Roes · Van Den Abeele · Van Slycke · Verschueren · Wauters · Dubois (stagiair) · Janssens (stagiair) · Vanhaecke (stagiair)
Baguet · M. De Clercq · P. De Clercq · Desmet · Dubois · Farazijn · Frison · Hennebert · Herinne · Leysen · Magalhães Azevedo · Nevens · Roes · Roosen · Van De Laer · Van Den Abeele · Van Petegem · Van Slycke · Vanhaecke · Wauters · Mattan (stagiair) · Van de Wouwer (stagiair) · Vandenbroucke (stagiair)
van Aert ·
van den Akker ·
Biets · 
Coppens ·
Corvers ·
De Clercq ·   
De Wilde ·  
Eeckhout ·
Evenepoel (tot 30/06) ·
Fleischer ·
Haghedooren ·
Heynderickx ·
Lapage ·
Moermans · 
Peers · 
Piątek · 
van der Poel ·
Streel ·
Szostek · 
Thijs · 
Van Lancker · 
Van Itterbeeck ·
Van Slycke ·
Veenstra ·
Verbeken ·
Verstrepen · 
Francois (stagiair) · 
Vandaele (stagiair)